# Edmund A. Walsh School of Foreign Service
De Edmund A. Walsh School of Foreign Service, ook wel bekend als de Georgetown School of Foreign Service, is een 'graduate school' van Georgetown University in Washington D.C., opgericht in 1919 door de jezuïet Edmund A. Walsh, in opdracht van de universiteitspresident John B. Creeden J.S.. De School of Foreign Service is wereldwijd toonaangevend op het gebied van diplomatie en internationale betrekkingen.

## Bekende oud-studenten
- Bill Clinton, president van de Verenigde Staten
- José Manuel Barroso, voormalig voorzitter van de Europese Commissie
- James L. Jones, militair hoofd van de NAVO